# Erythrodes latiloba
Erythrodes latiloba är en orkidéart som beskrevs av Paul Ormerod. Erythrodes latiloba ingår i släktet Erythrodes och familjen orkidéer.
Artens utbredningsområde är Sri Lanka. Inga underarter finns listade i Catalogue of Life.